# Cantón de Triel-sur-Seine
El cantón de Triel-sur-Seine era una división administrativa francesa, que estaba situada en el departamento de Yvelines y la región de Isla de Francia.

## Composición
El cantón estaba formado por tres comunas:
- Triel-sur-Seine
- Verneuil-sur-Seine
- Vernouillet

## Supresión del cantón de Triel-sur-Seine
En aplicación del Decreto n.º 2014-214 de 21 de febrero de 2014, el cantón de Triel-sur-Seine fue suprimido el 22 de marzo de 2015 y sus 3 comunas pasaron a formar parte del nuevo cantón de Verneuil-sur-Seine.